# S.K.I.N.
S.K.I.N.은 일본의 4인조 락 밴드 그룹으로 2007년에 각트, 요시키, 미야비, 스기조, 주켄을 중심으로 결성했으며 라이브 투어와 기록을 공개와 같은 활동을 발표했지만 모든 활동이 갑자기 중단되면서 사실상 무산되고 말았다.

## 멤버
- 요시키 - 드럼, 피아노
- 각트 - 보컬, 피아노
- 스기조 - 기타, 바이올린
- 미야비 - 기타, 샤미센

서포트 멤버
- 주켄 - 베이스

## 역사
- 2006년 8월 14일 - 요시키와 각트가 프로젝트를 시동시키는 것을 발표[1]
- 2006년 12월 28일 - 프로젝트에 스기조가 가입하는 것을 발표[2]
- 2007년 5월 25일 - 프로젝트에 미야비가 가입하는 계기로 프로젝트의 밴드명을 S.K.I.N.으로 하는 것을 발표[3][4]
- 2007년 6월 29일 - 캘리포니아주 롱비치에 개최된 ANIME EXPO AX2007의 라이브를 시작으로 음악 활동을 개시

## 개요
이전보다 친교가 있던 요시키와 각트가 2002년 이전에 하고 있던 프로젝트를 실현한 슈퍼 밴드를 실현했다.
2007년 6월 29일에 캘리포니아주 롱비치에 있어 개최된 ANIME EXPO AX2007의 첫 라이브에서 여러 가지 트러블에 의해 개시가 수시간 늦는 사태가 많은 인원이 떠났지만 구애받지 않고 15,000명 수용을 하면서 거의 만석을 채워 성공했다.
이는 같은 해 6월 12일에 티켓 발매 직후에, 액세스가 너무 쇄도했기 때문에 서버가 다운되어 티켓 예약이 중지가 되는 현상이 일어났다.
엑스 재팬과 LUNA SEA의 재결성했다는 주장이 있었지만 실째로 활동을 하지 않았다. 2010년 10월 인터뷰에서 과거에 있었던 밴드라고 언급했다.
무엇보다 이 프로젝트에서 스기조가 게스트 참가하는 등 멤버 사이의 교류를 지속적으로 했다. 또한 서포트 멤버로 베이스를 맡는 주켄은 각트 잡지의 일원으로 각트와 교류하고 있다.

## 같이 보기
- 엑스 재팬
- 말리스 미제르
- LUNA SEA
- 듀르퀄즈
- 비주얼계